# Robert Thon
Robert Thon, né le 1er août 1929 à Marignac (Haute-Garonne), mort le 2 novembre 2002 à Toulouse, est un peintre français.

## Biographie
Après une enfance et une adolescence passées à Cierp, il fréquente l'école des beaux-arts de Toulouse, et c'est à Toulouse qu'il passe toute sa vie à partir de 1958. Il exerce comme professeur d'arts plastiques, d'abord à Tarbes, puis à l'école d'architecture de Toulouse.
Il bâtit une œuvre en solitaire, dans la discrétion, entre humour et émerveillement. Il intègre à ses tableaux des quantités d'éléments disparates, têtes de poupées, boîtes, clous, agrafes, souvent dorés à la feuille, patinés, qui confèrent à l'œuvre étrangeté et somptuosité.
« Peindre, pour moi, c’est chaque fois partir à la découverte d’un trésor… Exactement comme les enfants l’entendent. J’imagine de vieilles malles, des coffres rouillés, abandonnés, enfouis, perdus, et bien entendu pleins de merveilles. Peindre, pour moi, c’est chaque fois ouvrir une de ces malles, et c’est faire la toile que je voudrais y trouver… »